# Karla Wenckebach
Carolina Frederika (Karla) Wenckebach (Schoorl, 21 juni 1923) is een Nederlands glazenierster en schilderes.

## Leven en werk
Wenckebach groeide op in een kunstzinnige familie als dochter van beeldhouwer Ludwig Oswald Wenckebach (1895-1962) en textielkunstenares Louise Petronella Lau (1893-1967). Ze is een jongere zus van de kunstenares Loes van der Horst.
Wenckebach werd opgeleid aan de Rijksakademie van beeldende kunsten in Amsterdam, waar ze les kreeg van Heinrich Campendonk en Kees Verwey. Ze schilderde tuinen en portretten en hield zich bezig met monumentale kunst als glas-in-loodramen en wandschilderingen. Ze sloot zich aan bij de Vereniging van Beoefenaars der Monumentale Kunsten. In 1953 won Wenckebach de Thérèse van Duyl-Schwartzeprijs voor een geschilderd levensgroot naakt. In hetzelfde jaar ontving ze de Vrouwe Vigeliusprijs.
In 1959 kreeg de kantine van het belastingkantoor in Amsterdam 24 rechthoekige ramen, Frans Nols, Riet Telkamp en Wenckebach maakten er elk acht. Later kreeg ze onder meer opdrachten van ministeries in Den Haag, waarin de invloed van Campendonk zichtbaar is, en voor de Oude Kerk in Amsterdam. Haar werk werd uitgevoerd bij de ateliers van Willem Bogtman in Haarlem en Van Geldermalsen in Rotterdam.
De kunstenares woonde vanaf 1964 met haar partner Jan Versnel, architectuur- en interieurfotograaf, aan de Durgerdammerdijk in Durgerdam. In 2017 verhuisde ze.

## Werken (selectie)
- 1959 acht ramen voor het belastingkantoor, Wibautstraat, Amsterdam
- 1960 ramen (planten en vlinders) voor het Ministerie van Sociale Zaken en Werkgelegenheid in Den Haag
- 1960 negen kleine ramen (taferelen die verwijzen naar landbouw en visserij) voor het Ministerie van Landbouw en Visserij in Den Haag
- 1970 roosvenster ark van Noach (Snijderskapel) en roosvenster wonderbare spijziging (Buitenlandvaarderskapel) voor de Oude Kerk in Amsterdam
- glas-in-loodramen voor het Sint Jacob verpleeghuis in Haarlem

## Afbeeldingen

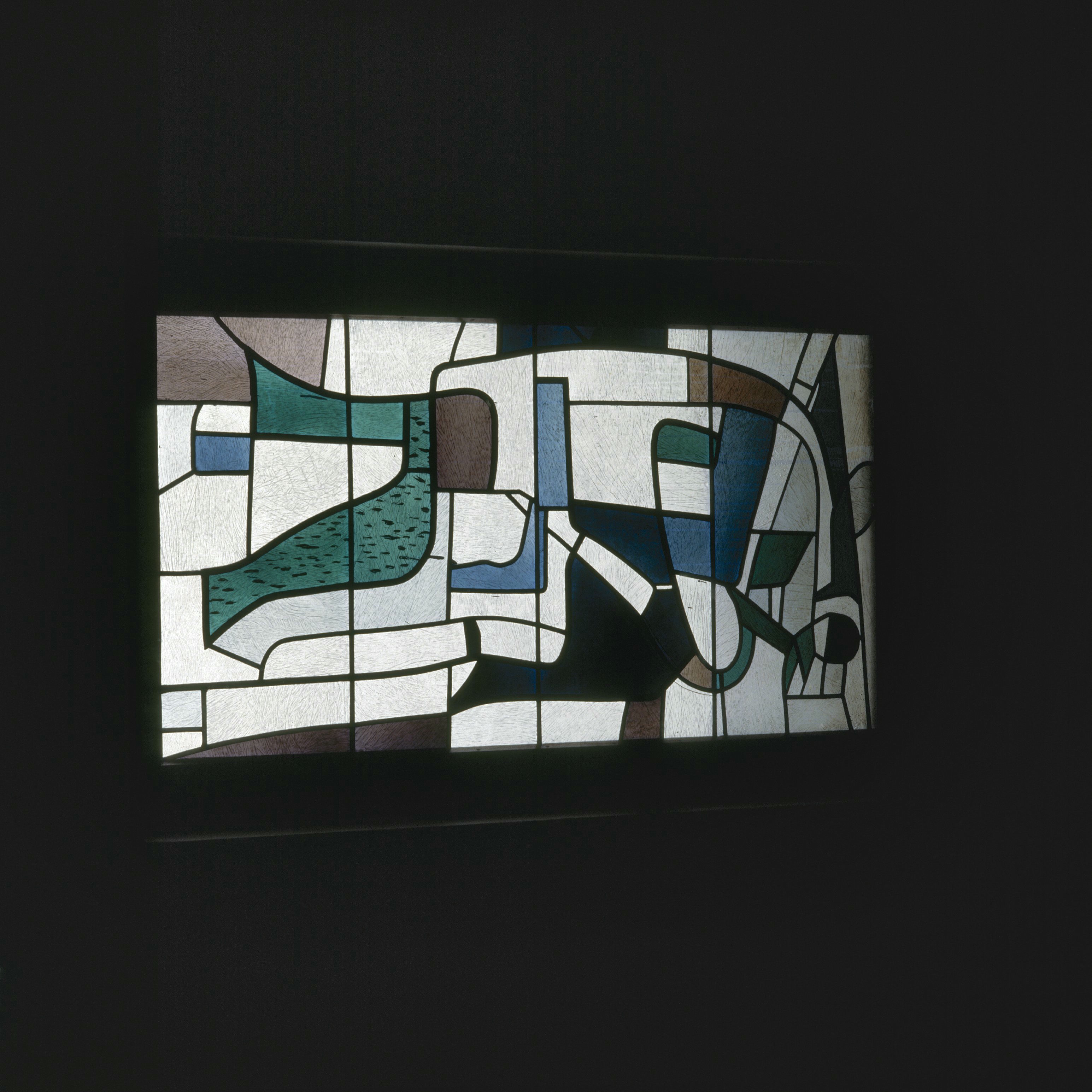
Belastingkantoor Amsterdam
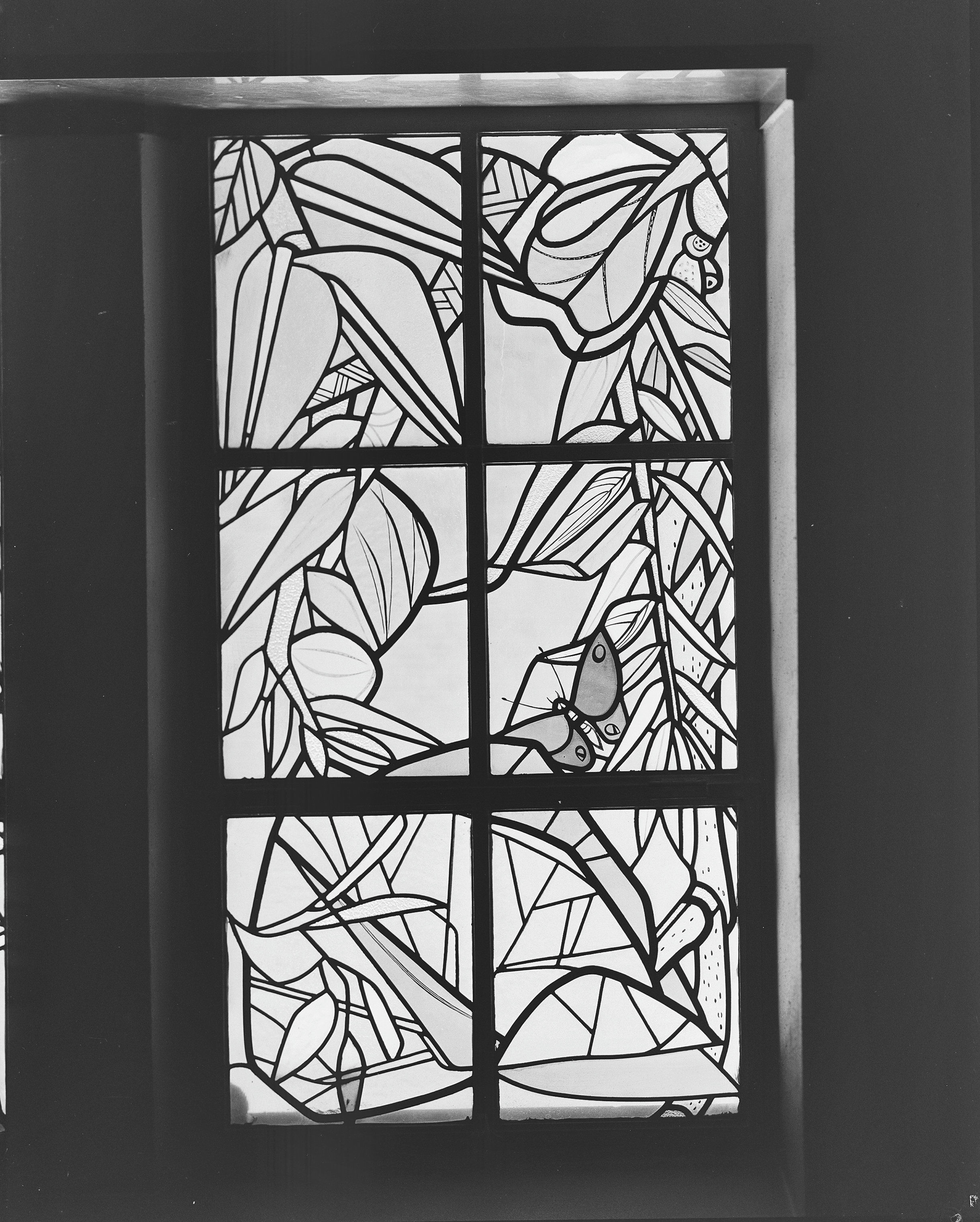
Ministerie van Sociale Zaken en Werkgelegenheid
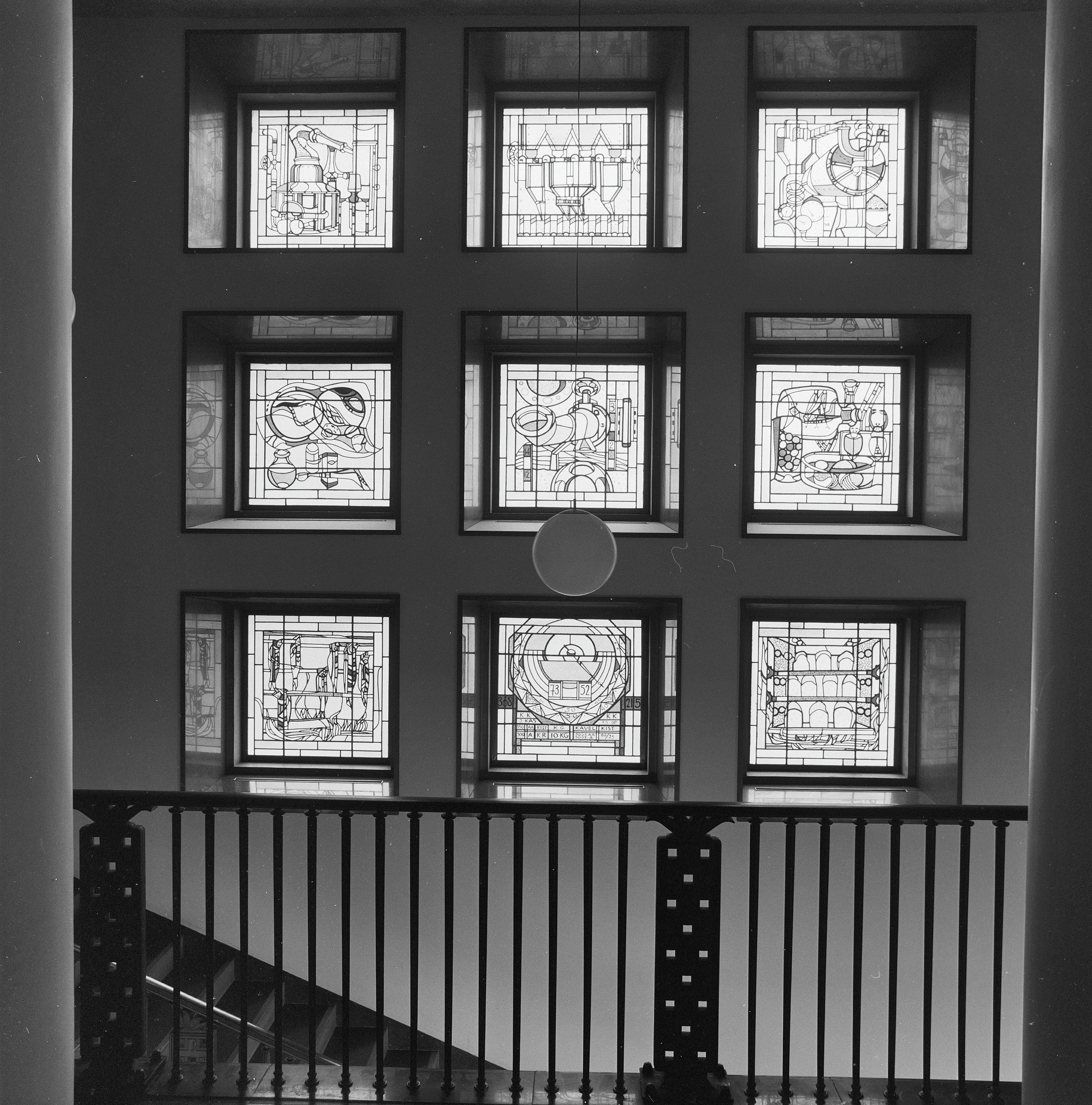
Ministerie van Landbouw en Visserij
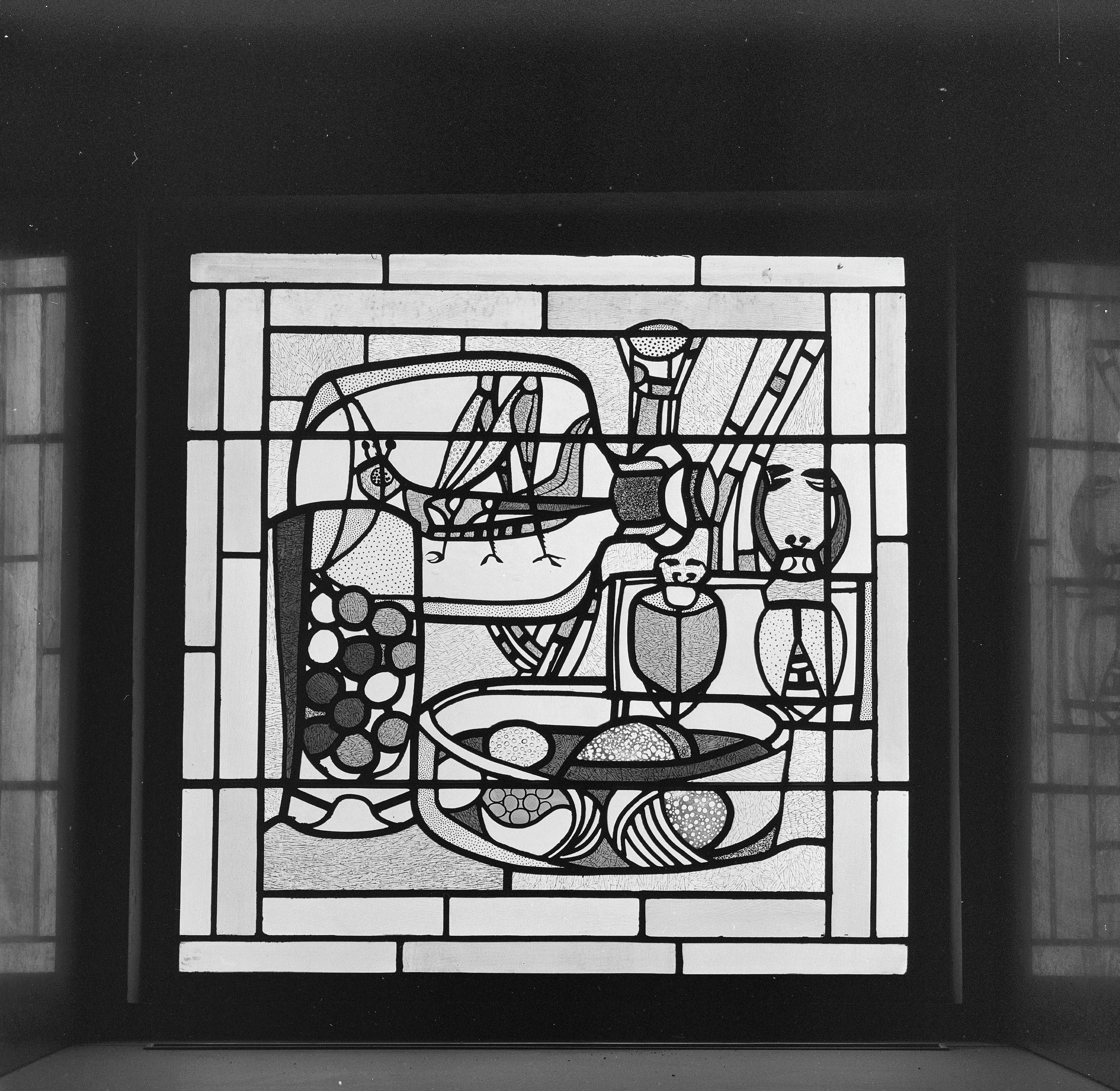
Ministerie van Landbouw en Visserij (detail)